# How Come
How Come is een nummer van de Amerikaanse rapformatie D12 uit 2004. Het is de tweede en laatste single van hun tweede studioalbum D12 World.
"How Come" gaat over de slechte relatie tussen D12 en Royce Da 5'9". Het nummer werd een bescheiden hit in de VS met een bescheiden 27e positie in de Billboard Hot 100. In de Nederlandse Top 40 haalde het de 7e positie en in de Vlaamse Ultratop 50 de 15e. Na dit nummer heeft D12 geen muziek meer uitgebracht.